# Lohnstorf
Lohnstorf är en ort och tidigare kommun i kantonen Bern, Schweiz.
Sedan den 1 januari 2020 ligger orten i kommunen Thurnen som bildades genom en sammanslagning av kommunerna Kirchenthurnen, Lohnstorf och Mühlethurnen.